# ГЕС Регуа
ГЕС Регуа (порт. Barragem da Régua) — гідроелектростанція на півночі Португалії. Знаходячись між ГЕС Валейра (вище по течії) та ГЕС Каррапатело, входить до складу каскаду на Дору (найбільша за водозбірним басейном річка на північному заході Піренейського півострова, що впадає в Атлантичний океан біля Порту).
При спорудженні станції річку перекрили бетонною гравітаційною греблею висотою 41 метр і довжиною 350 метрів, на спорудження якої пішло 108 тис. м3 матеріалу. Вона утримує водосховище із площею поверхні 8,5 км2 та об'ємом 95 млн м3.
Машинний зал станції обладнано трьома турбінами типу Каплан потужністю по 58,8 МВт, які при напорі від 20 до 28 метрів забезпечують виробництво 581 млн кВт·год електроенергії на рік.
Зв'язок з енергосистемою здійснюється по ЛЕП, що працює під напругою 240 кВ.